# 堅下駅
堅下駅（かたしもえき）は、大阪府柏原市大県（おおがた）二丁目にある、近畿日本鉄道（近鉄）大阪線の駅である。駅番号はD16。

## 歴史
- 1927年（昭和2年）7月1日：大阪電気軌道八木線（現在の大阪線）の恩智 - 高田（現在の大和高田）間開通と同時に開業する[1]。
- 1941年（昭和16年）3月15日：参宮急行電鉄との会社合併により、関西急行鉄道の駅となる[1]。
- 1944年（昭和19年）6月1日：会社合併により、近畿日本鉄道の駅となる[1]。
- 2007年（平成19年）4月1日：ICカード「PiTaPa」使用を開始する[2]。
- 2012年（平成24年）3月20日：新設された区間準急の停車駅となる。
- 2022年（令和4年）3月4日：1番のりば（下り線ホーム・榛原方面）に地上改札口（東改札口）が新設される。
- 2022年（令和4年）7月26日：2番のりば（上り線ホーム・大阪上本町方面）に地上改札口（西改札口）が新設され、この日をもって従来使用されてきた地下改札及びコンコースが廃止される。
- 2024年（令和6年）11月10日 - 終日無人化[3]。

## 駅構造
相対式2面2線のホームを持つ地上駅。改札は地上（前述のように、新設された各ホーム毎の地上改札）に、ホームは地上にある。入口は上下ホームにある。ホーム有効長は6両。
無人駅で、駅遠隔監視システムが導入されている（管理駅は近鉄八尾駅）。2024年（令和6年）11月10日までは終日有人駅だった。PiTaPa・ICOCA対応の自動改札機および自動精算機（回数券カード及びICカードのチャージに対応）が設置されている。

### のりば
| のりば | 路線     | 方向 | 行先           |
| ------ | -------- | ---- | -------------- |
| 1      | D 大阪線 | 下り | 榛原方面       |
| 2      | D 大阪線 | 上り | 大阪上本町方面 |

## 利用状況
近年における当駅の1日乗降人員の調査結果は以下の通り。
- 2023年11月7日：3,991人
- 2022年11月8日：4,076人
- 2021年11月9日：3,757人
- 2018年11月13日：3,821人
- 2015年11月10日：3,799人
- 2012年11月13日：3,854人
- 2010年11月9日：3,827人
- 2008年11月18日：3,981人
- 2005年11月8日：4,255人

## 駅周辺
- 柏原駅 - JR西日本関西本線（大和路線）・近鉄道明寺線、西に約500m。
  - 大阪線と道明寺線に跨って乗車の場合、定期乗車券に限り運賃計算キロ程が通算される（近畿日本鉄道#運賃計算の特例も参照のこと）。
- 柏原市立柏原東小学校
- 柏原市立堅下小学校
- 柏原市立柏原図書館
- 柏原堅下郵便局
- 恩智川
- 鐸比古鐸比賣神社

## バス路線
柏原市文化センター（駅から西南へ約300メートル）付近の交差点に、柏原市市内循環バス「きらめき号」の「文化センター前」停留所が設置されている。
- 国分・雁多尾畑方面
  - 運賃無料・平日のみ運行

## 隣の駅
近畿日本鉄道
D 大阪線
■快速急行・■急行・■準急
通過
■区間準急・■普通
法善寺駅 (D15) - 堅下駅 (D16) - 安堂駅 (D17)